# Siklawa (województwo wielkopolskie)
Siklawa – osada leśna (leśniczówka) w Polsce położona w województwie wielkopolskim, w powiecie czarnkowsko-trzcianeckim, w gminie Wieleń.
W latach 1975–1998 miejscowość położona była w województwie pilskim.